# Coushatta
Coushatta é uma cidade  localizada no estado americano de Luisiana, na Paróquia de Red River.

## Demografia
Segundo o censo americano de 2000, a sua população era de 2299 habitantes.
Em 2006, foi estimada uma população de 2180, um decréscimo de 119 (-5.2%).

## Geografia
De acordo com o United States Census Bureau tem uma área de
8,9 km², dos quais 8,7 km² cobertos por terra e 0,2 km² cobertos por água. Coushatta localiza-se a aproximadamente 61 m acima do nível do mar.

## Localidades na vizinhança
O diagrama seguinte representa as localidades num raio de 24 km ao redor de Coushatta.